# Ключ 37
Ключ 37 (трад. и упр. 大, 夨) — ключ Канси со значением «большой»; один из 34, состоящих из трёх штрихов.
В словаре Канси есть 132 символа (из 49 030), которые можно найти c этим радикалом.

## История
Древняя идеограмма изображала высокого человека.
Иероглиф имеет много значений: «большой, крупный, огромный», «грубый, толстый, широкий», «сильный, мощный, громкий», «первый, старший, уважаемый, почетный», «крупный, влиятельный, могущественный», «великий» (в названиях государств) и др.
В качестве ключа используется часто.

Вид в Цзягувэнь
Вид в Цзиньвэнь
Вид в Цзяньду
Вид в большой печати Чжуаньшу
Вид в малой печати Чжуаньшу

В словарях находится под номером 37.

## Значение
1. Большой, крупный, огромный.
2. Грубый, толстый, широкий.
3. Сильный, мощный, громкий.
4. Первый, старший, уважаемый, почетный.
5. Крупный, влиятельный, могущественный.
6. Великий (в названиях государств).

## Варианты прочтения
- кит. 大, 夨, пиньинь dà, да.
- яп. だい, dai, дай.
- кор. 클 kheul, кхыль?, 대 dae, (т)дэ?.

## Варианты написания
Первый штрих [大, 夨] в печатном варианте зависит от региона.
| Традиционный вариант | Дополнительный вариант |
| -------------------- | ---------------------- |
| 大                   | 夨                     |

- Примечание: Ваш браузер может отображать иероглифы неправильно.

## Примеры иероглифов
| Доп. штрихи | Иероглифы                            |
| ----------- | ------------------------------------ |
| 0           | 大 夨                                |
| 1           | 太夫夬夭天                           |
| 2           | 𡗗㚎央夯夰失夲夳头                   |
| 3           | 㚏夺夻夼㚐㚑夵夶夷夸夹               |
| 4           | 𡗶夽夾夿㚒㚓奀奂                     |
| 5           | 奋奌奍𡘊㚔㚕㚖㚗㚘㚙奃奄奅奆奇奈奉奄 |
| 6           | 㚚㚛奎奏奐契奒奓奔奕𡘓𡘙             |
| 7           | 奊奚𡘮𡘯套奘奙                       |
| 8           | 㚜㚝㚞奛奜奝奞𡘾                     |
| 9           | 奢㚟奟奠奡奢奣奤奥𡙇                 |
| 10          | 㚠奦奧奨𡙡𡙦𡙧                       |
| 11          | 奪奫奬奩𡙴𡙵                         |
| 12          | 奭𡚁𡚃𡚄                             |
| 13          | 㚡奮奯𡚎                             |
| 14          | 𡚒                                   |
| 15          | 奰𡚗                                 |
| 16          | 𡚚                                   |
| 18          | 𡚝                                   |
| 19          | 奱                                   |
| 20          | 𡚡𡚢                                 |
| 21          | 奲                                   |

- Примечание: Ваш браузер может отображать иероглифы неправильно.